# Tetjana Dev"jatova
Tetjana Mykolaïvna Dev"jatova, coniugata Kosticina (in ucraino Тетяна Миколаївна Дев'ятова-Костіцина?, in russo Татьяна Николаевна Девятова-Костицина?, Tat'jana Nikolaevna Devjatova-Kosticina; Kup"jans'k, 19 settembre 1948), è un'ex nuotatrice sovietica, dal 1992 ucraina.

## Carriera
Specializzata nella farfalla, partecipò alla vittoria della medaglia di bronzo nella 4x100m misti alle Olimpiadi di Tokyo 1964.

## Palmarès
- Giochi olimpici

Tokyo 1964: bronzo nella 4x100m misti.
- Europei di nuoto

Utrecht 1966: argento nella 4x100m misti.